# Fear of Water
Pour plus de détails, voir Fiche technique et Distribution.
Fear of Water (littéralement, Peur de l'eau) est un film britannique réalisé par Kate Lane, sorti en 2014.
L'histoire est basée sur des événements réels de la vie de la réalisatrice Kate Lane.

## Fiche technique
- Titre : Fear of Water
- Réalisation : Kate Lane
- Scénario : Kate Lane, Edward Davenport
- Producteur :
- Société de production : KL Dream Pictures, M4West Media
- Musique :
- Pays d'origine :  Royaume-Uni
- Langue d'origine : anglais
- Genre : Drame, romance saphique
- Durée : 100 minutes (1 h 40)
- Date de sortie : 
  -  Monaco : 7 décembre 2014
  -  France : 10 mai 2015
  -  Royaume-Uni : 1er janvier 2016
  -  États-Unis : 1er janvier 2016

## Distribution
- Lily Loveless : Alexia
- Chloe Partridge : Eleanor
- Sara Stewart : Helen
- Alex Macqueen : Charles
- Marcia Warren : Elizabeth
- James Sutherland : Steve
- Candis Nergaard : Nicolette
- Peter Charlton : Old Man
- Anneli Page : Tracy
- Harriet Collings : Jane
- Matt Silver : Phillip
- Bianca Sowerby : Joanne
- Kristian Olszewski : Dan